# Bastardator
Bastardator war eine kanadische Thrash-Metal-Band aus Ottawa.

## Geschichte
Die Band wurde gegen Ende 2006 gegründet und spielte im Folgejahr ihr erstes Demo ein. Im April 2008 nahm sie innerhalb von drei Tagen ihr einziges Studioalbum Identify the Dead auf, das später bei Morbid Moon Records veröffentlicht wurde.
Laut ihrer Myspace-Seite löste sich Bastardator im Jahr 2009 auf, gleichwohl erschien im Jahr 2010 noch eine EP bei Capitalicide Records.

## Stil
Die Plattenfirma nannte als Einflüsse für den Sound Celtic Frost/Hellhammer, DRI, Sodom, Voivod und die kanadische Death-Metal-Band Slaughter. In einer Besprechung des Studioalbums wurde der Stil vergleichsweise salopp als „hochoktaniges Stück Thrash Metal mit einigen Punk-Einflüssen“ (englisch high octane piece of Thrash Metal with some punk influences) bezeichnet.

## Diskografie
Alben
- 2008: Live in Montreal (mit Barbatos, Evil Spirit Distro / D.I.Y. Prod.)
- 2008: Identify the Dead (Morbid Moon Records)
- 2011: 2006–2009 (Kompilation, Dybbuk Records)

Singles und EPs
- 2007: Bastards of Mayhem (Harsh Brutal Cold Productions)
- 2009: Bastardator / Death's Fury (Split mit Children of Technology, Muerte Negra Discos, Black Shit Noise Productions)
- 2010: Power of Death (EP, Capitalicide Records)